# Кожецько
Кожецько (пол. Korzecko) — село в Польщі, у гміні Хенцини Келецького повіту Свентокшиського воєводства.
Населення — 689 осіб (2011).
У 1975-1998 роках село належало до Келецького воєводства.

## Демографія
Демографічна структура на день 31 березня 2011 року:
|          | Загалом | Допрацездатний вік | Працездатний вік | Постпрацездатний вік |
| -------- | ------- | ------------------ | ---------------- | -------------------- |
| Чоловіки | 347     | 70                 | 251              | 26                   |
| Жінки    | 342     | 69                 | 213              | 60                   |
| Разом    | 689     | 139                | 464              | 86                   |